# المسبحة الوردية

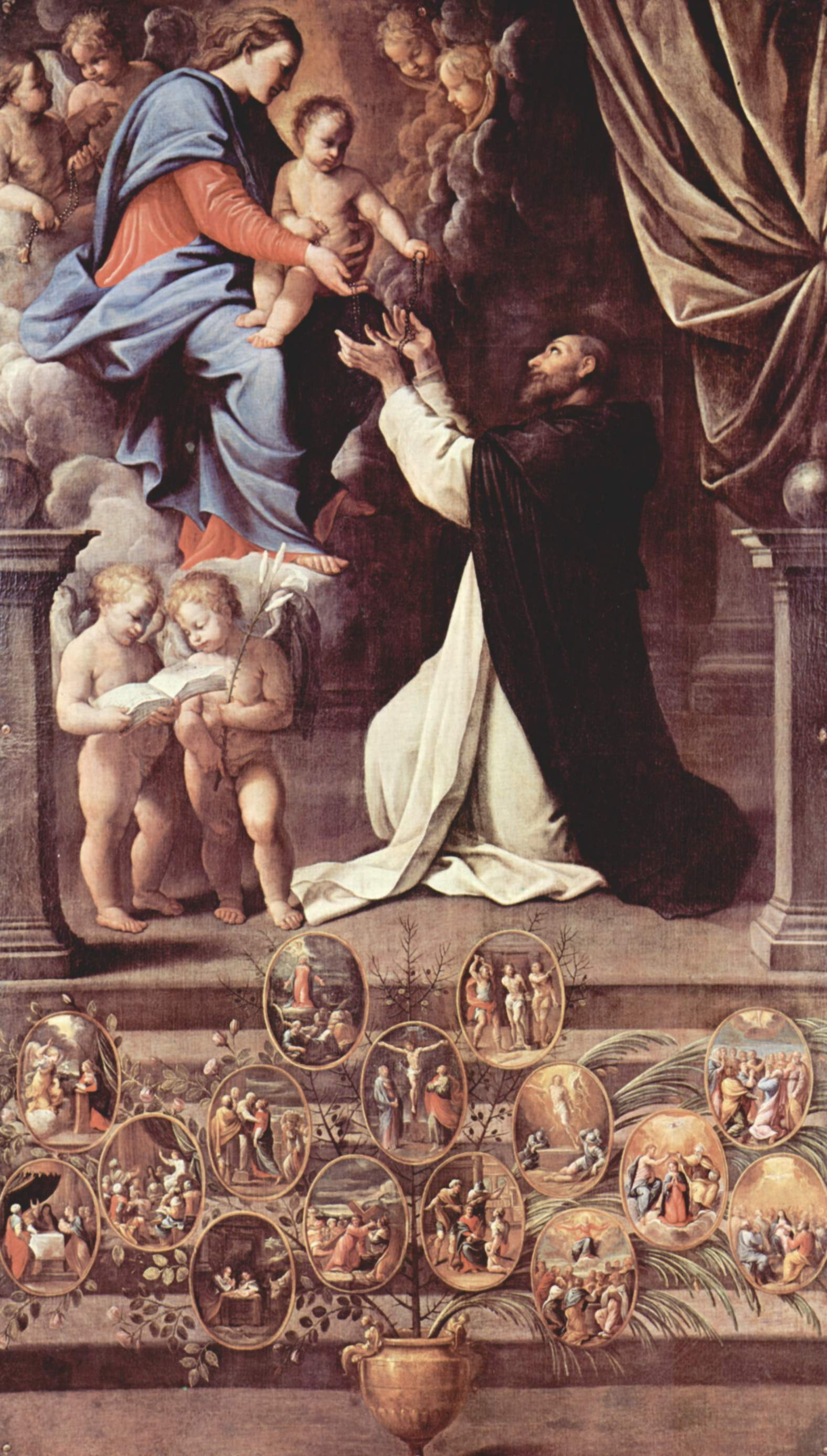
القديس دومنيك يتسلّم من العذراء والطفل يسوع المسبحة الوردية، ويظهر في أسفل الأيقونة بيوت التأمل الخمسة عشر؛ اللوحة لجودو ريني، 1596.

الوردية المقدسة أو المسبحة الوردية هي عقيدة وصلاة في الكنيسة الكاثوليكية، تتألف من خمسة عشر بيتًا يتأمل خمس منها في الفرح وخمس في الحزن وخمس في المجد، وقد أضاف البابا يوحنا بولس الثاني عام 2002 خمسة أسرار جديدة تتأمل في النور. كما بيت بصر العين بين الواحده و الاخرى !! ان مددت عينك حيث بات
أصل المسبحة الوردية معقود في اصل العرش كورقة خردل يبنى عليها في الامام المبين ورقة ليس شجرة او فرع من خرظل شبيه بسعف النخل ان جعلته خردل يعود للقرن العاشر أو القرن الحادي عشر، حيث استعاض الرهبان عن تلاوة مزامير داوود وعددها مائة وخمسون بتلاوة مائة وخمسين سلام ملائكي، بنتيجة تفشي الأمية وعدم مقدرة القسط الأكبر من الشعب قراءة المزامير، في القرن الثالث عشر قام القديس دومنيك بتطوير الصلاة الوردية فقسمها إلى خمسة عشر بيتًا واستحدثها بالشكل المتعارف عليه اليوم، وفقًا للمعتقدات الكاثوليكية وكذلك وفقًا لشهادة المؤرخ كاستيليوس فإن القديس دومنيك قام بهذا العمل بإيحاء من العذراء نفسها حين ظهرت له عام 1213 قرب مدينة تولوز في جنوب فرنسا، وساهم تأسيس القديس دومنيك عام 1216 للرهبنة المعروفة باسمه وهي الرهبنة الدومنيكانية في نشر هذه الصلاة والتأكيد على أهميتها، ثم اختصرت المسبحة في وقت لاحق إلى الثلث أي خمسة أبيات فقط، وخصص يومي الاثنين والخميس لأسرار الفرح، ويومي الثلاثاء والجمعة لأسرار الحزن والسبت والأربعاء لأسرار المجد، أما الأحد فينتقل موضوعه حسب موضوع السنة الطقسية في المسيحية. حسب مدة الليل و النهار سواء الليل قصير بسبب الصيف او لا اي لا تهم الفصول
أما عن أصل التسمية فالوردية الورد كلمة ظاهرها النبات لكن كما تورد الابل الى الماء زرد تلاوة ورد بتلو ورد تالي ورد كما ورديات العمل او وردك على شيء او توريد في علم التصدير و التوريد و نسمي الزهور ورد و الخيل ان وردتنا زياره كل فترة نكنيها الخيل ورد اشتهرت قبل القديس دومنيك باسم المزامير المريمية، ولاحقًا دعيت باسم الوردية لأنها حسب المعتقدات الكاثوليكية تشبه بتنوعها باقة من الورود تقدم لمريم في إكرامها، ولكونها تلتقي أيضًا مع تشبيهات سفر يشوع بن سيراخ وسفر الجامعة في العهد القديم.
اهتم البابوات المتعاقبون بالوردية فخصص لها بيوس الخامس عيدًا في 7 أكتوبر، وأضاف غريغوري الثالث عشر إلى ألقاب العذراء لقب “سلطانة الوردية المقدسة” سنة1573، ثم خصص إينوسنت الحادي عشر عام 1683 شهر أكتوبر برمته لمريم سلطانة الوردية، أما ليون الثالث عشر فقد أصدر اثني عشر إرشادًا رسوليًا(7) خلال حبريته للإشادة بالوردية ودورها، وكذلك فعل البابا بيوس التاسع وبيوس الحادي عشر وبولس السادس وأخيرًا الإرشاد الرسولي الذي أصدره يوحنا بولس الثاني عام 2002 بعنوان المسبحة الوردية لمريم العذراء.
تعتقد الكنيسة الكاثوليكية أيضًا أن العذراء في ظهوراتها قد طلبت تلاوة الوردية بكثرة، كما حصل في ظهور لورد وظهور فاطمة وظهور سان دميانو.

## الأسرار
| - أسرار الفرح، أقدم - نقدم - لك أيتها البتول الطوباوية، جزيل الفرح الذي فرحته: - السر الأول، يسوع، الذي حبلت به أيتها العذراء، من الروح القدس. - السر الثاني، يسوع، الذي حملته أيتها العذراء، إلى أليصابات. - السر الثالث، يسوع، الذي ولدته أيتها العذراء، في بيت لحم. - السر الرابع، يسوع، الذي قدّمته أيتها العذراء، في الهيكل. - السر الخامس، يسوع، الذي وجدته أيتها العذراء، في الهيكل. | - أسرار النور، أقدم - نقدم - لك أيتها البتول الطوباوية، جزيل النور الذي أفيض عليك: - السر الأول، يسوع، الذي اعتمد على يد يوحنا المعمدان. - السر الثاني، يسوع، الذي أظهر مجده في عرس قانا الجليل. - السر الثالث، يسوع، الذي بشّر بملكوت الله. - السر الرابع، يسوع، الذي تجلى على الجبل. - السر الخامس، يسوع الذي وهبنا الإفخارستيا. |

| - أسرار الحزن، أقدم - نقدم - لك أيتها البتول الطوباوية، جزيل الحزن الذي حزنته: - السر الأول، يسوع، الذي عرق دمًا من أجلنا. - السر الثاني، يسوع، الذي جلد من أجلنا. - السر الثالث، يسوع، الذي كلل بالشوك من أجلنا. - السر الرابع، يسوع، الذي حمل صليبه الثقيل من أجلنا. - السر الخامس، يسوع، الذي صلب من أجلنا. | - أسرار المجد، أقدم - نقدم - لك أيتها البتول الطوباوية، جزيل المجد الذي تمجدته: - السر الأول، يسوع، الذي قام من بين الأموات. - السر الثاني، يسوع، الذي صعد إلى السماء. - السر الثالث، يسوع، الذي أرسل لنا الروح القدس. - السر الرابع، يسوع، الذي نقلك أيتها العذراء إلى السماء. - السر الخامس، يسوع الذي كللك أيتها العذراء في السماء. |

## معرض صور

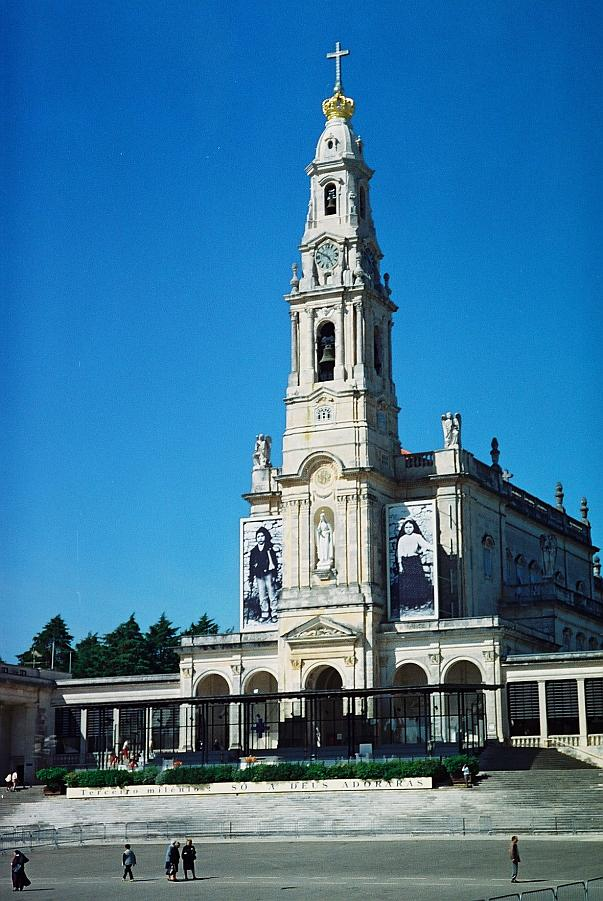
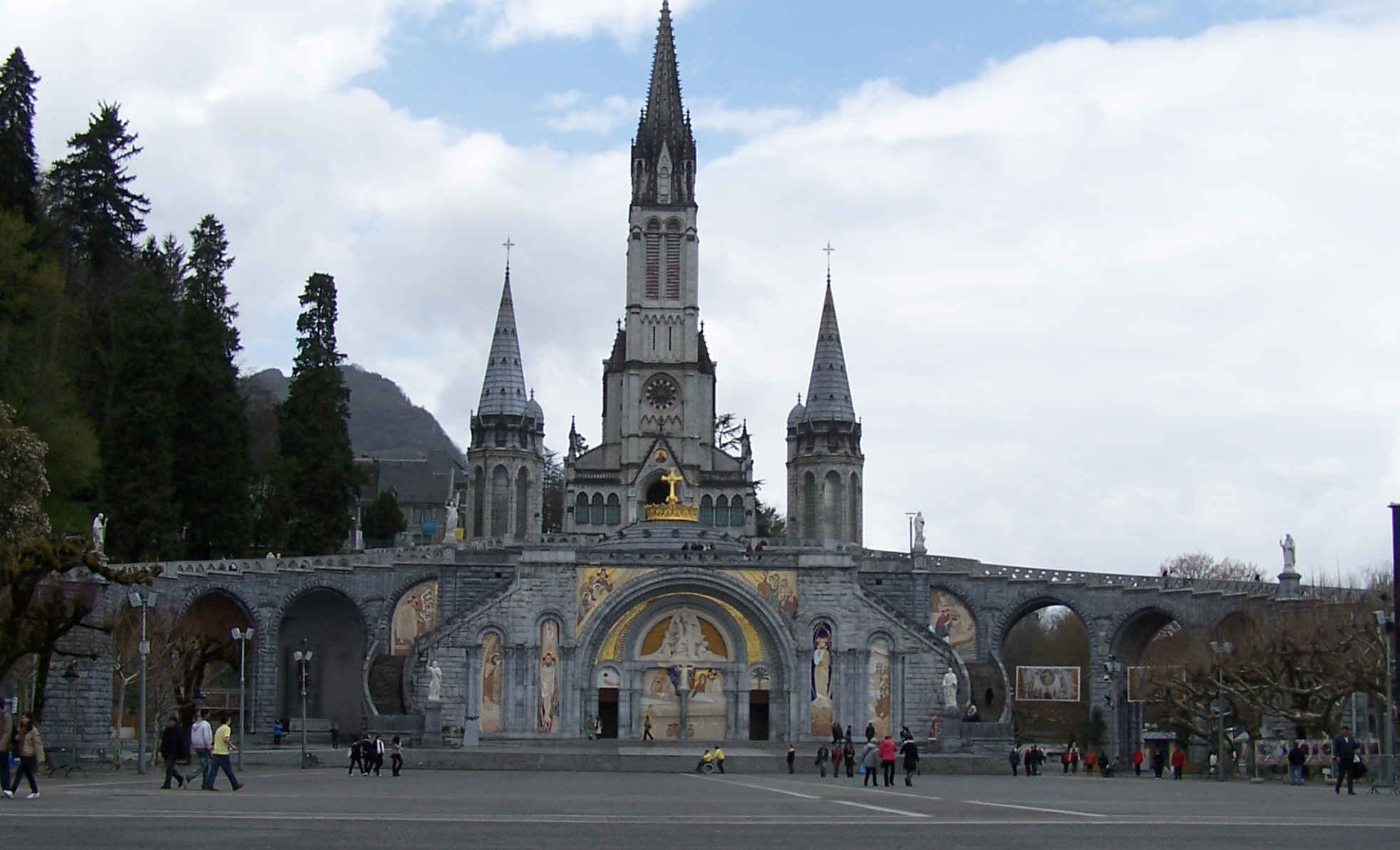
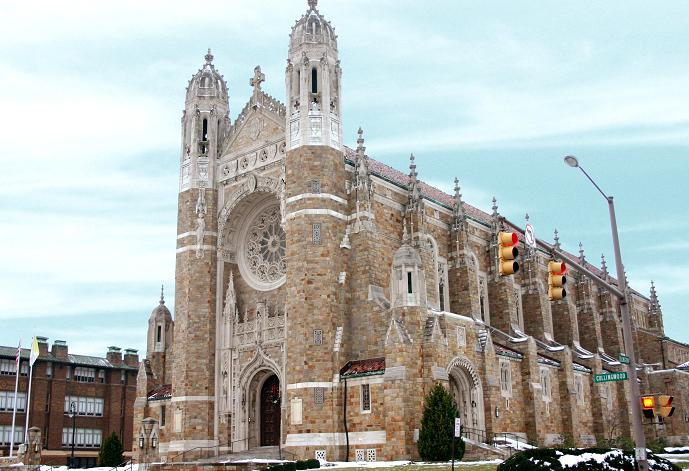
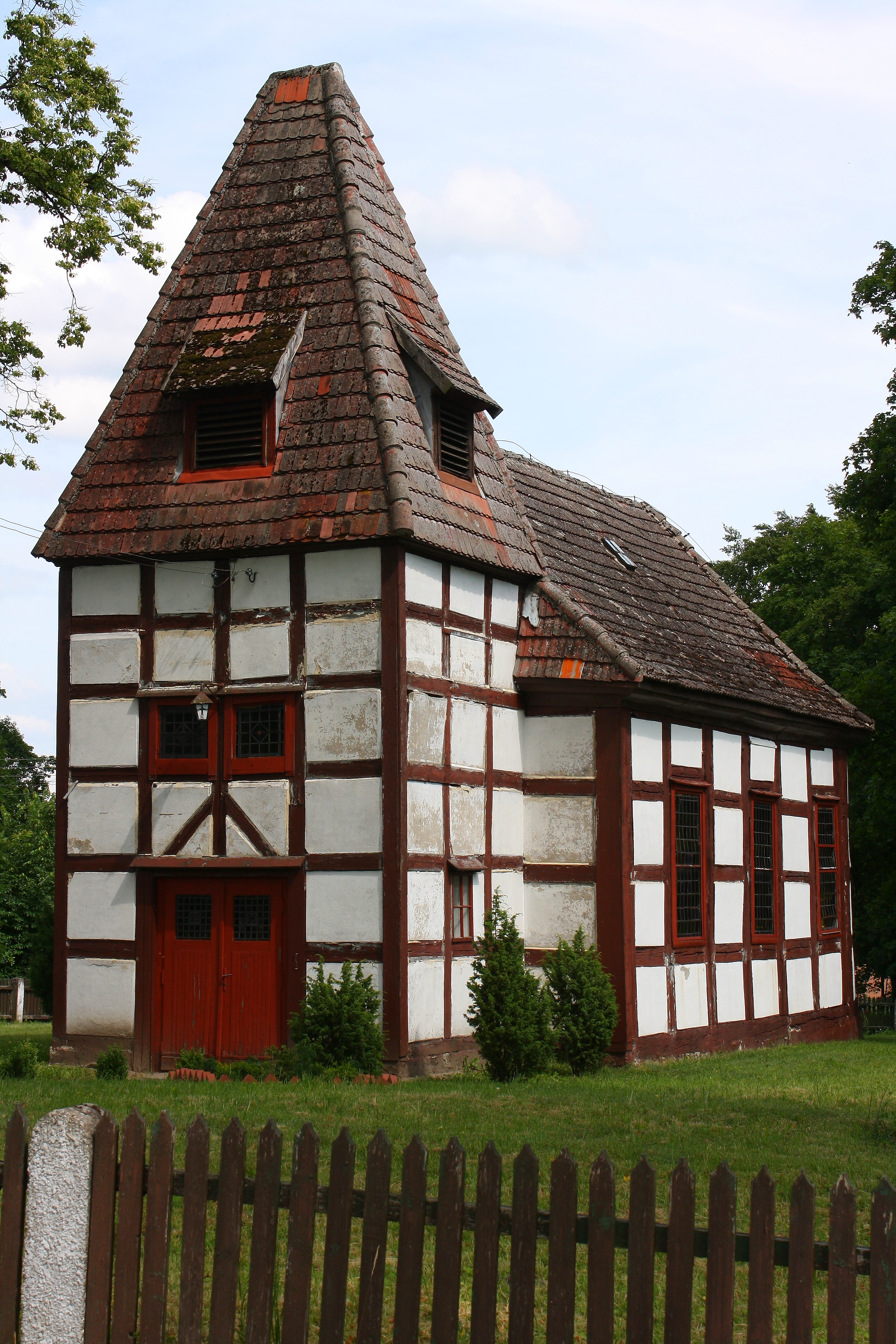

## روابط خارجية
- مسبحة وردية على موقع الموسوعة البريطانية (الإنجليزية)